# Pygopleurus caesareae
Pygopleurus caesareae es una especie de coleóptero de la familia Glaphyridae.

## Distribución geográfica
Habita en Israel.